# Centrale thermique de Bielsko-Biała
La centrale thermique de Bielsko-Biała est une centrale thermique en Silésie en Pologne.